# Saint-Germain-lès-Corbeil
Saint-Germain-lès-Corbeil – miejscowość i gmina we Francji, w regionie Île-de-France, w departamencie Essonne. Przez miejscowość przepływa Sekwana. 
Według danych na rok 1990 gminę zamieszkiwało 6141 osób, a gęstość zaludnienia wynosiła 1246 osób/km² (wśród 1287 gmin regionu Île-de-France Saint-Germain-lès-Corbeil plasuje się na 298. miejscu pod względem liczby ludności, natomiast pod względem powierzchni na miejscu 682.).
Miastami partnerskimi są dla Saint-Germain-lès-Corbeil miasta Rosbach vor der Höhe i Ciechanowiec.